# Sopdet-Nesret
Sopdet-Nesret verknüpfte als eigene Gottheit in der ägyptischen Mythologie hauptsächlich die Eigenschaften von Nesret und Sopdet.
Besonders häufig wurde sie in der zweiten Zwischenzeit und im Neuen Reich erwähnt. Weitere Gleichsetzungen erfolgten mit den Gottheiten Heka, Mehit, Hathor, Wadjet und Sachmet.
Sopdet-Nesret wurden unter anderem folgende Titel verliehen: „Mehit, die den Himmel stützt“, „Sachmet, die das Sistrum erklingen lässt“, und „Hathor, die Sachmet beruhigt“.
Ihr Name war Bestandteil der Bezeichnung vom „zweiten Tor“ im „Pfortenbuch“ sowie im „Buch von der Nacht“. Sopdet-Nesret galt als „die erste der vier Uräen, die das Feuer für Re entzünden“.
Außerdem hatte sie als eine der Trägerinnen vom Auge des Re die Aufgabe, „ihre Flammen und ihr Feuer unter die Feinde des Amun-Re zu bringen, der selbst im Verborgenen sitzt“.